# Torrazza Coste
Torrazza Coste es una localidad y comune italiana  de la provincia de Pavía, región de Lombardía, con 1.670.(agg..al.25/08/2009) habitantes.

## Evolución demográfica
| Gráfica de evolución demográfica de Torrazza Coste entre 1861 y 2001 |
|                                                                      |
| Fuente ISTAT - elaboración gráfica de Wikipedia                      |